# Linnaemya andrewesi
Linnaemya andrewesi är en tvåvingeart som beskrevs av Fritz Isidore van Emden 1960. Linnaemya andrewesi ingår i släktet Linnaemya och familjen parasitflugor. Inga underarter finns listade i Catalogue of Life.